# Apana
Apana é um termo sânscrito que significa alento vital.
É um dos cinco tipos de prana: prana, apana, udana, samana, vyana.

## Yoga
De acordo com o yoga é o que controla o sistema digestivo nos processo relacionado a excreção e expulsão de substâncias desnecessários Localizado na parte inferior do tronco mais especificamente no baixo ventre.   Fisiologicamente, isto se processa através de uma força centrifuga, com a eliminação das matérias fecais, urina, mestruação e o espargimento de sêmen.  

## Polaridade
É de polaridade negativa,e a sua cor é vermelha-alaranjada.

## Vayus
Os dois vayus, apana e prana, devem ser unidos dentro do organismo do yogi, pela inversão da direção das energias dentro do corpo,causadas pelo exercícios de pranayama. 